# Roland Risse
Roland Risse (* 28. August 1902 in Bochum; † 1990) war ein deutscher Verwaltungsjurist und Ministerialbeamter.

## Leben
Risse besuchte die Schule in Mainz und absolvierte von 1921 bis 1924 eine Banklehre in Frankfurt am Main. Nach Studium der Rechtswissenschaft war er von 1932 bis 1937 als Rechtsanwalt niedergelassen. Von 1937 bis 1945 war er Syndikus bei der Reichsgruppe Industrie. Nach Kriegsende war er zunächst in der freien Wirtschaft als Leiter einer Photochemischen Fabrik in Flörsheim am Main tätig. In den Jahren 1948/1949 arbeitete er in der Verwaltung für Wirtschaft des Vereinigten Wirtschaftsgebietes, und nach Gründung der Bundesrepublik im Bundesministerium für Wirtschaft. Dort wurde er 1950 zum Ministerialrat, 1952 zum Ministerialdirigenten und 1956 zum Ministerialdirektor ernannt. Er war von 1949 bis 1957 Leiter der Unterabteilung I B (Preise, Kartelle, Monopole, Steuern und Abgaben), von 1957 bis 1964 Leiter der Abteilung II (Allgemeine Mittelstandsfragen, Wirtschaftsförderung, Handwerk, Handel, Gewerbe, Technik), und von 1964 bis 1967 Leiter der Abteilung IV (Gewerbliche Wirtschaft). Zusätzlich war er bis April 1966 mit der Koordinierung der wirtschaftlichen Fragen der Verteidigung beauftragt. 1967 trat er in den Ruhestand.

## Ehrungen
- 1968: Großes Verdienstkreuz mit Stern der Bundesrepublik Deutschland